# Commanderie de Vouthon
La commanderie Saint-Martin de Vouthon est une ancienne commanderie templière située sur la commune de Vouthon, en Charente, à l'est d'Angoulême. Sa chapelle correspond à l'actuelle église paroissiale.

## Historique
La commanderie templière de Vouthon passe pour être une des plus anciennes de la région.
Comme la plupart des commanderies, celle de Vouthon est passée en 1312 sous la dépendance des Hospitaliers, et la chapelle Saint-Martin est devenue l'église paroissiale,.
En 1578, elle unit la commanderie de Malleyrand.
Vers 1600, la commanderie de Vouthon fut elle-même unie à celle de Villegats. 

## Description
L'église paroissiale Saint-Martin est celle de la commanderie. Elle a été construite au XIIe siècle, avant de passer à l'ordre de Saint-Jean de Jérusalem dont on peut encore voir la croix sur le parvis, avant d'être l'église paroissiale. Sa façade a subi des modifications durant la guerre de Cent Ans. L'église a été remaniée aux XVe siècle pour son chevet, XVIIe siècle pour son clocher, et XIXe siècle pour sa sacristie.
Les bâtiments de la commanderie qui surplombent la Tardoire restent solides et imposants. Le logis qui avoisine le chevet de l'église est un bâtiment rectangulaire, dont la réfection de la toiture a supprimé les éléments défensifs crénelés. On y accède par un grand escalier, accédant à une porte surmontée par une accolade, montrant que le logis avait été refait par les Hospitaliers.
Une grange près du chevet et dans l'alignement de son mur, en appareil semblable à l'église et au logis, semble aussi appartenir au groupe des bâtiments de la commanderie.

L'église et commanderie
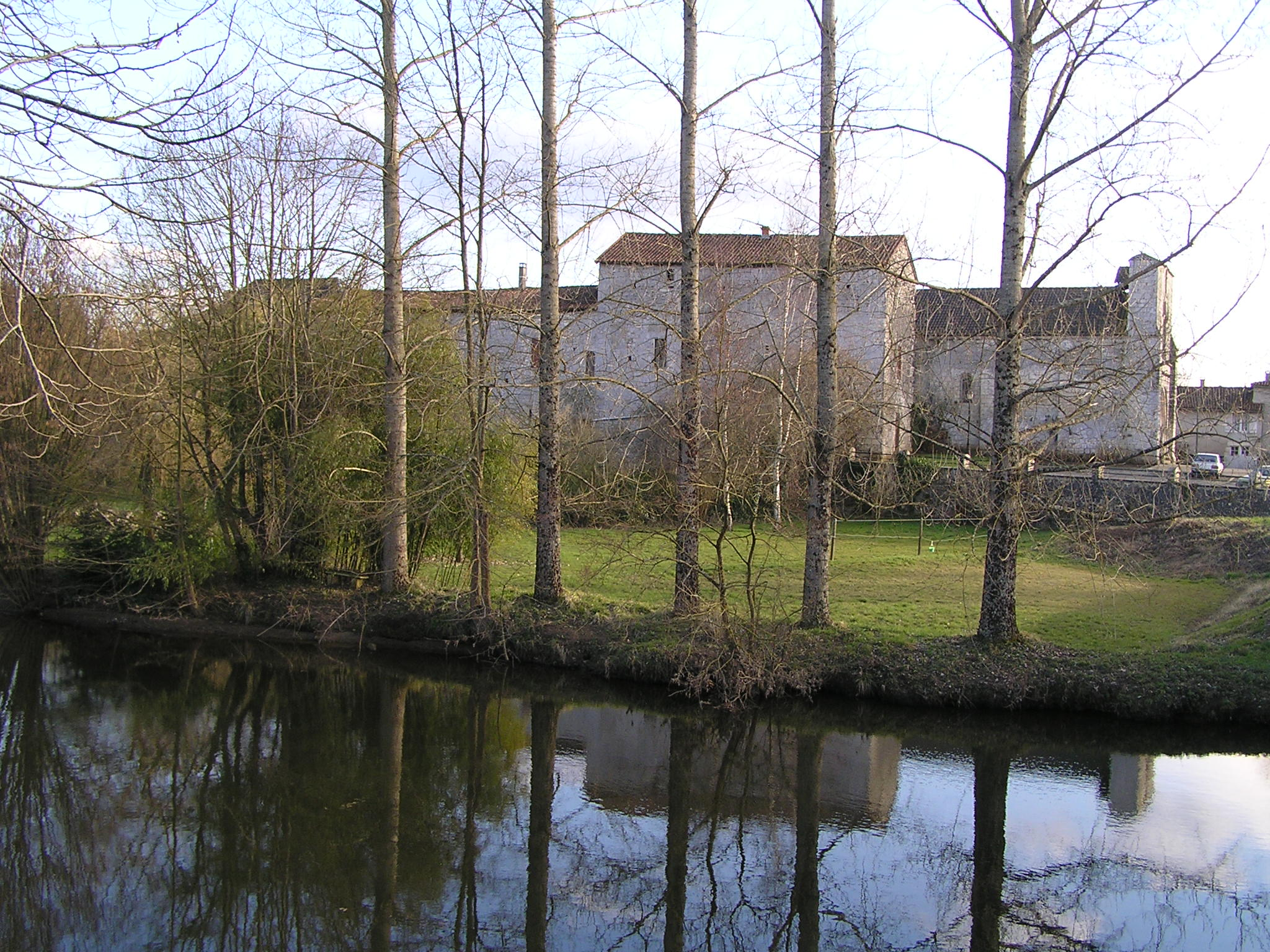
Vue depuis la Tardoire
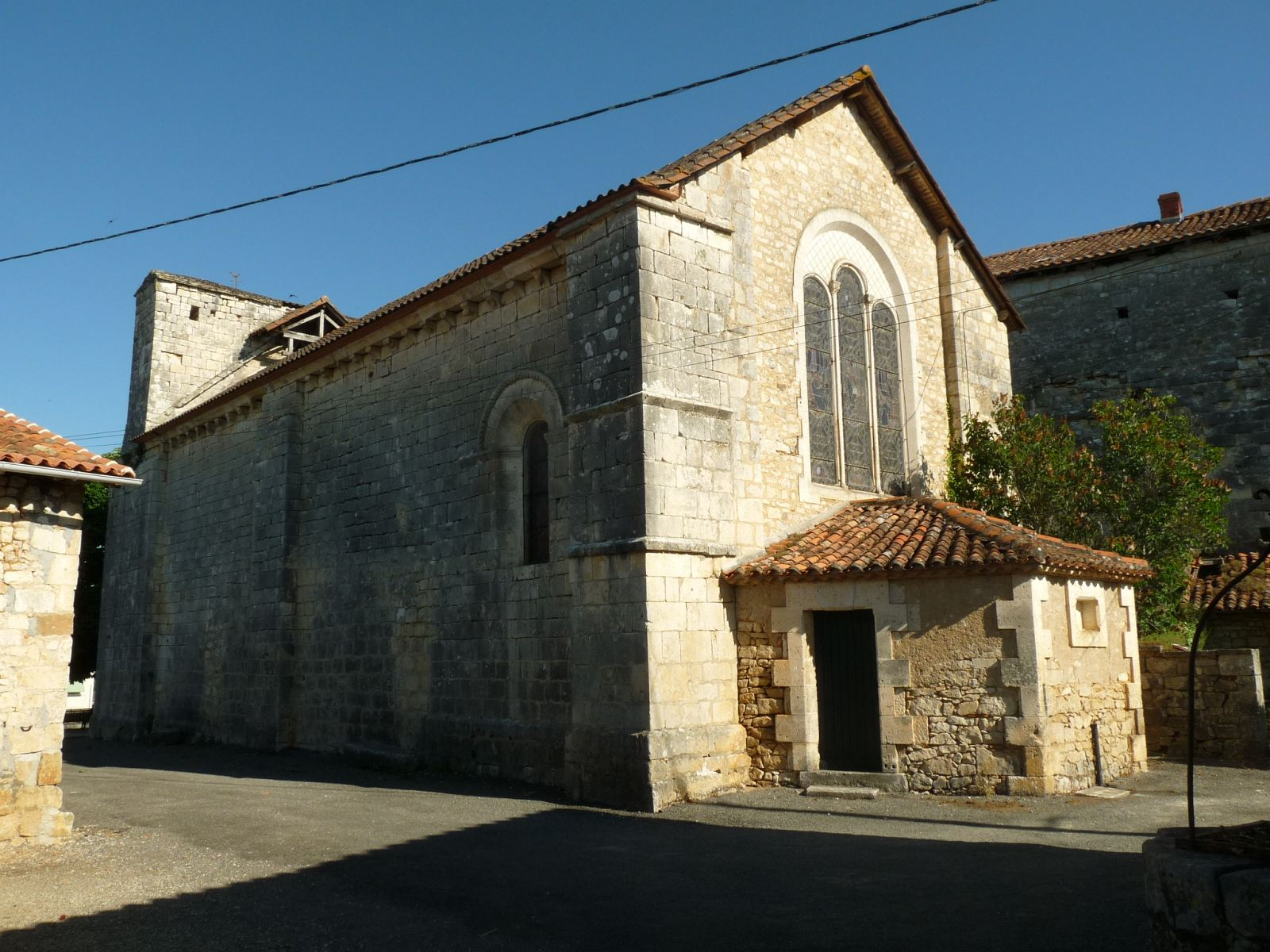
Le chevet
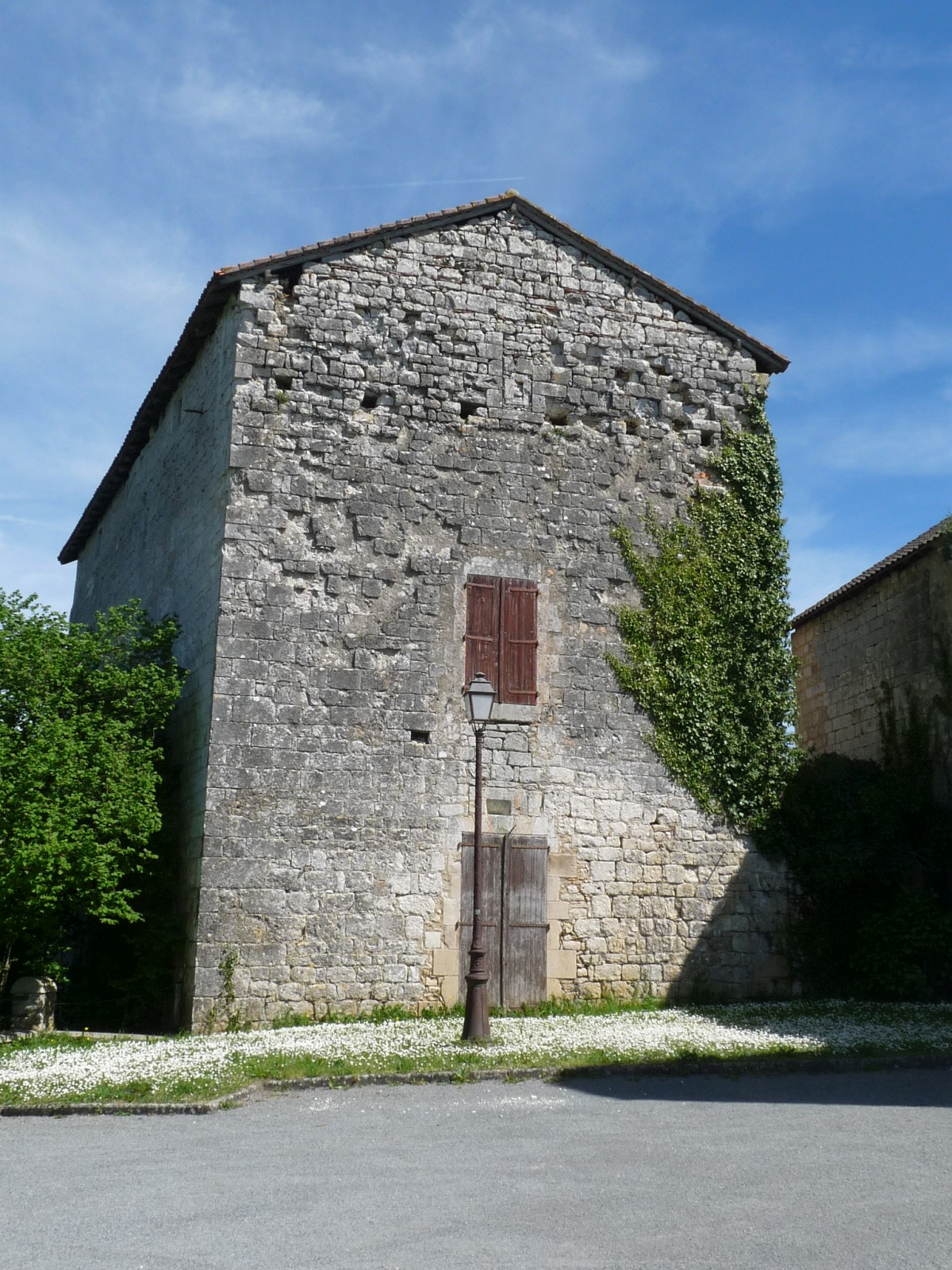
Bâtiment de la commanderie
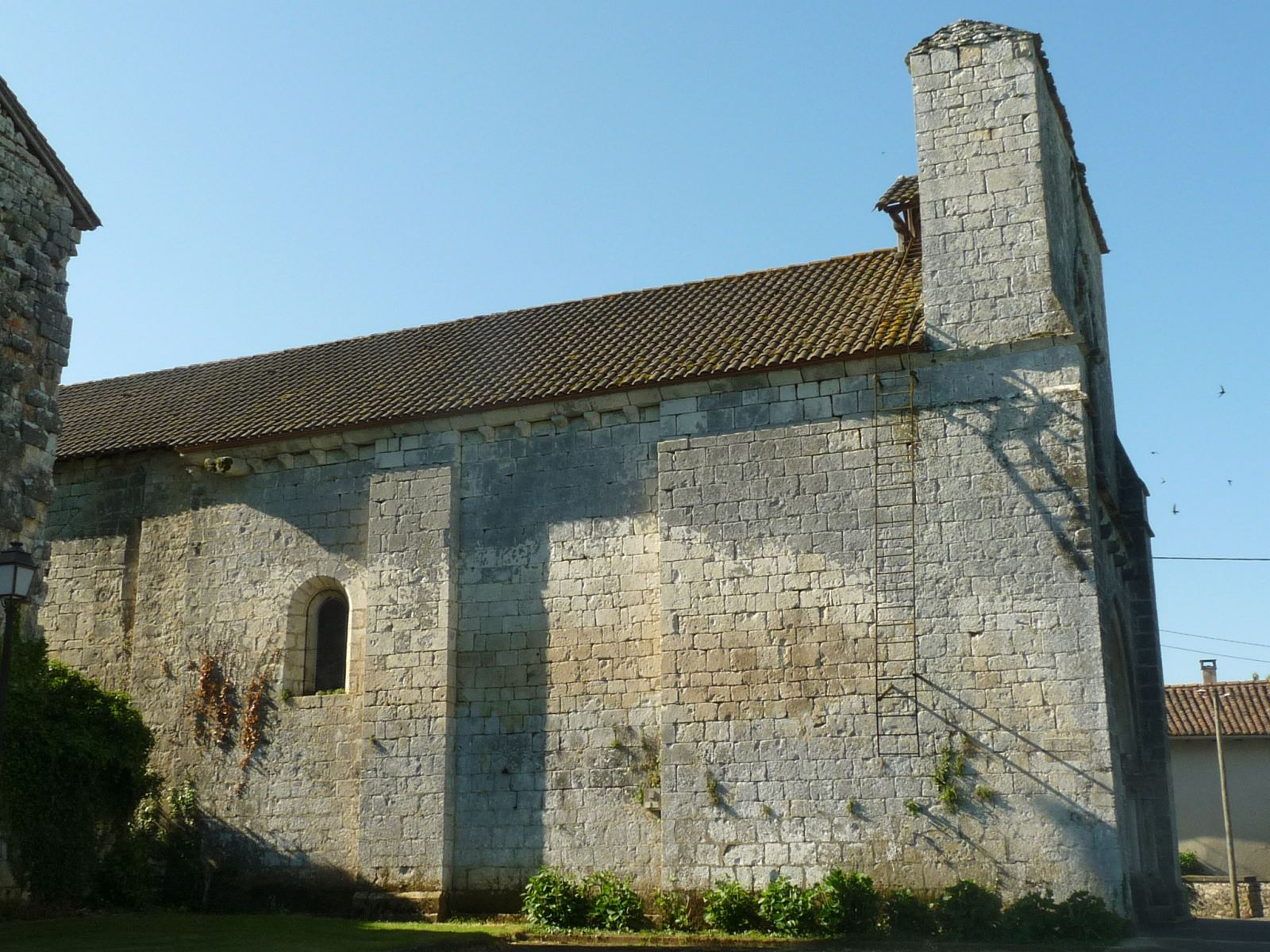
L'église vue du nord
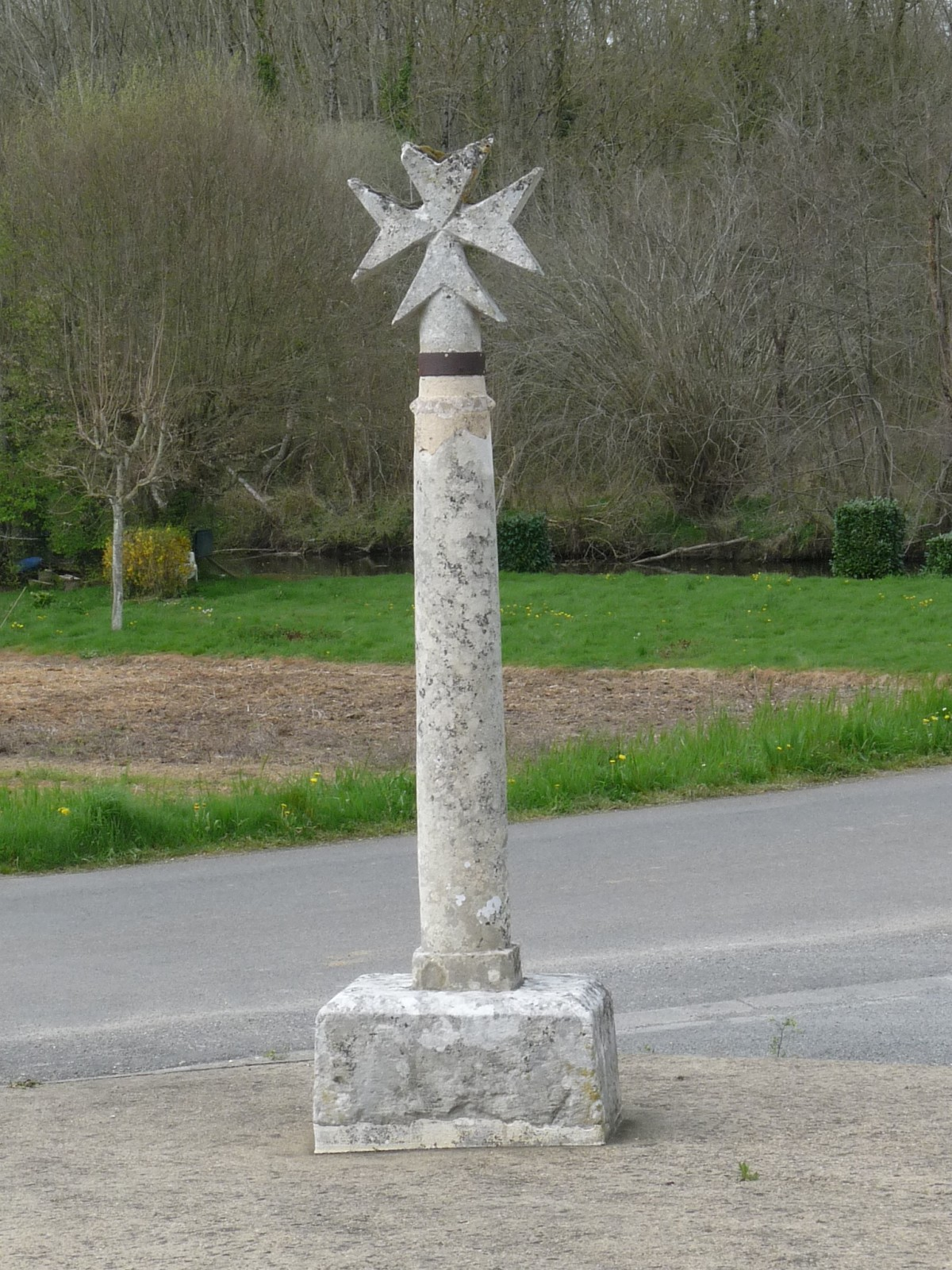
Croix de Malte
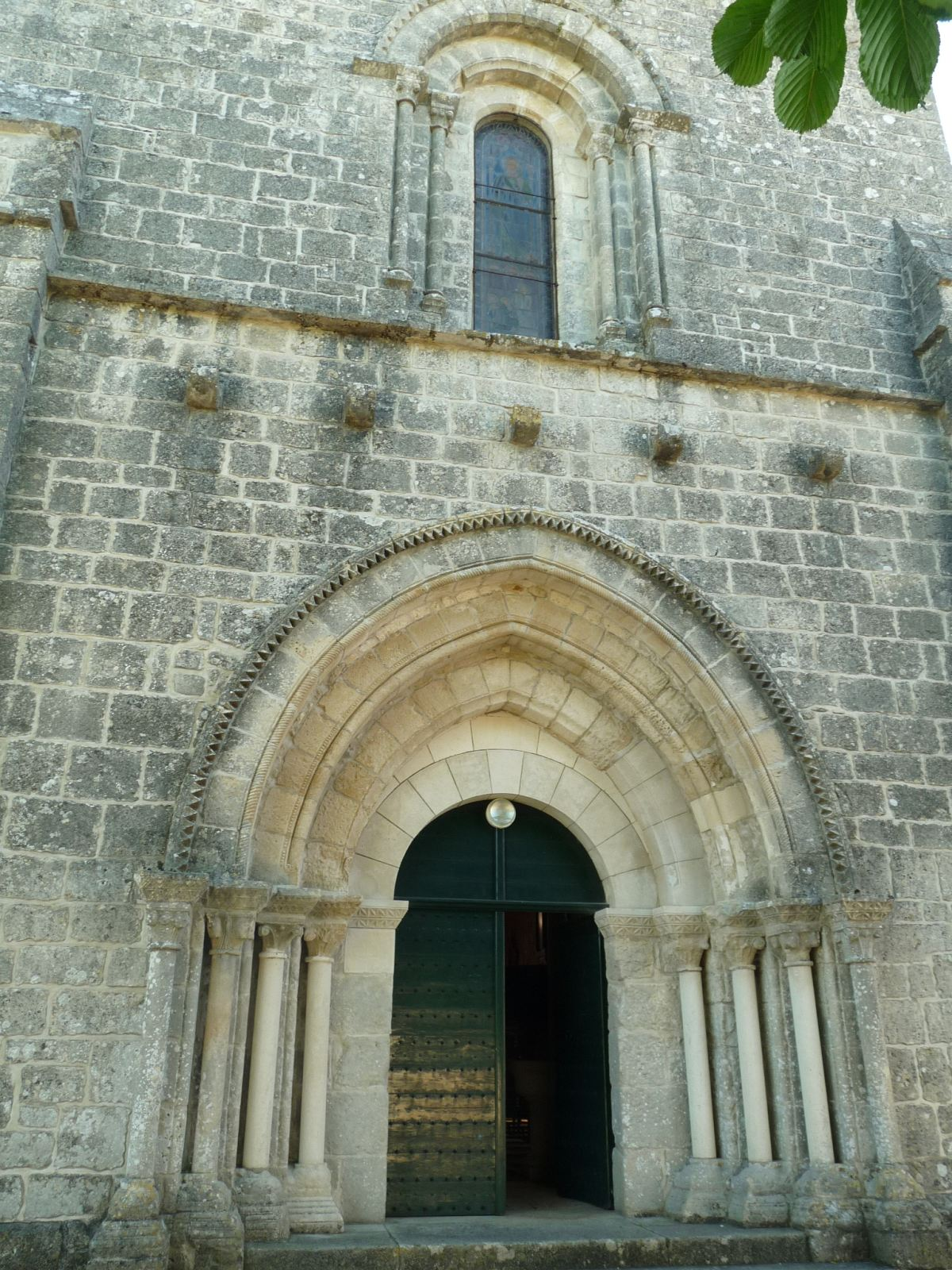
Le portail de l'église
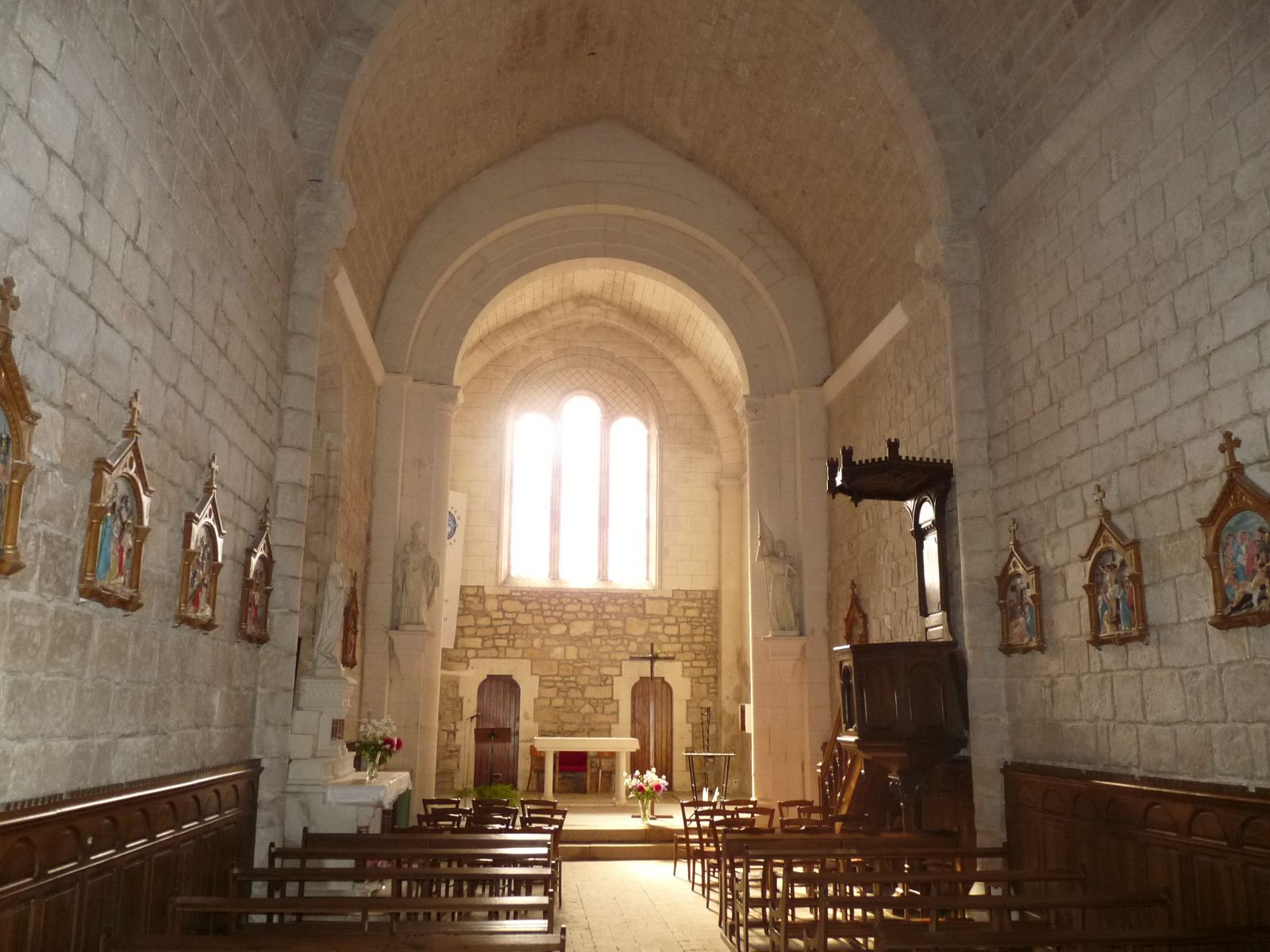
L'intérieur
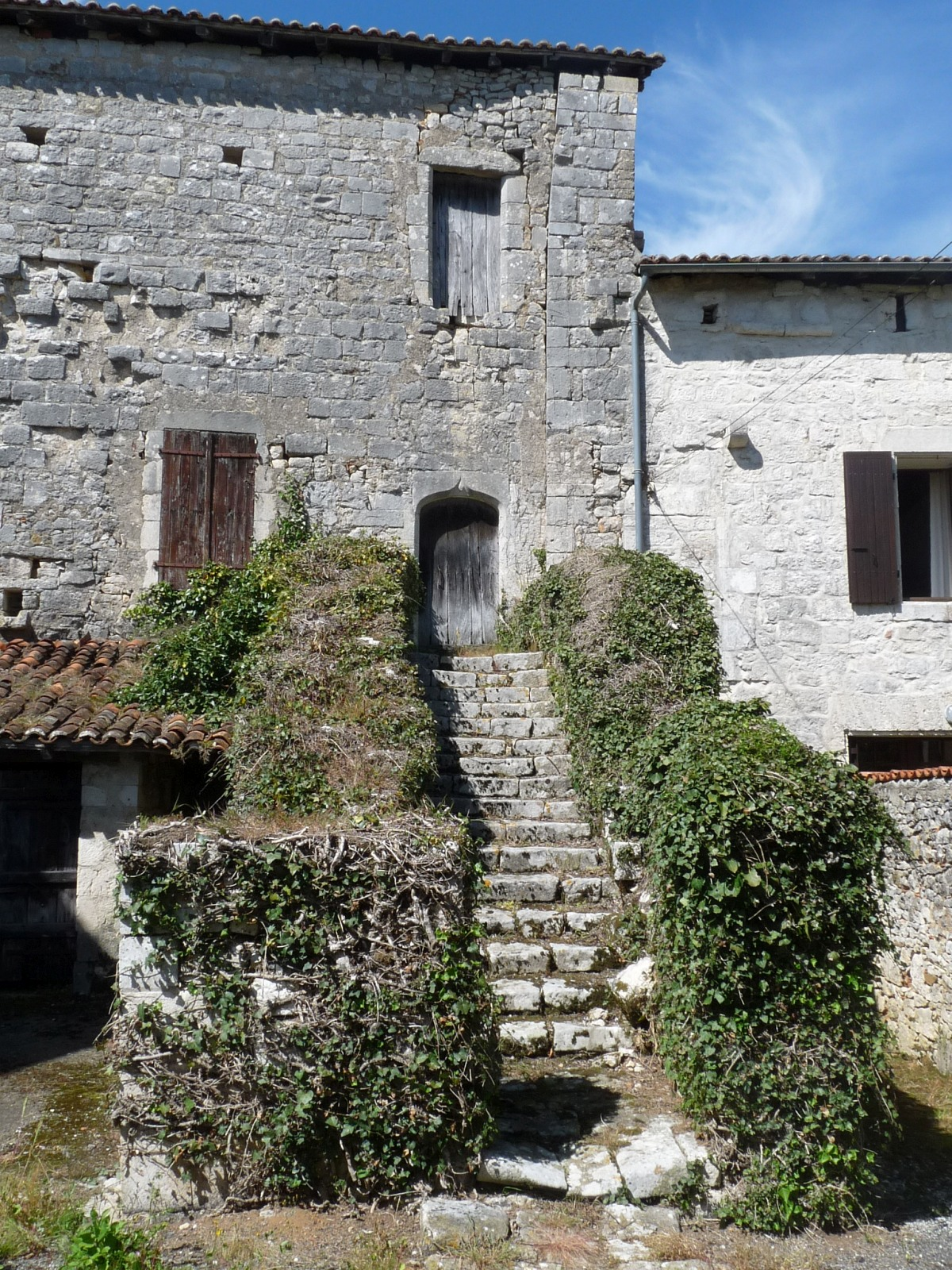
Logis, au sud-est de l'église

## Commandeurs templiers
- 1239 : Aubertus Bordoil[6]
- 1251-1252 : frère Foulques de Saint-Michel, précepteur d'Aquitaine[4].
- 1264 : frère Gaîhard[4].
- 1285 : Raymond de Mareuil (commandeur de Vouthon et de Villegats)[7]. La commanderie de Vouthon et son commandeur Raymond de Mareuil ont été cités dans l'interrogatoire d'un Templier par les commissaires du pape, à Paris en 1311, par Robert Simonnaud[8].